# Cronk Urleigh

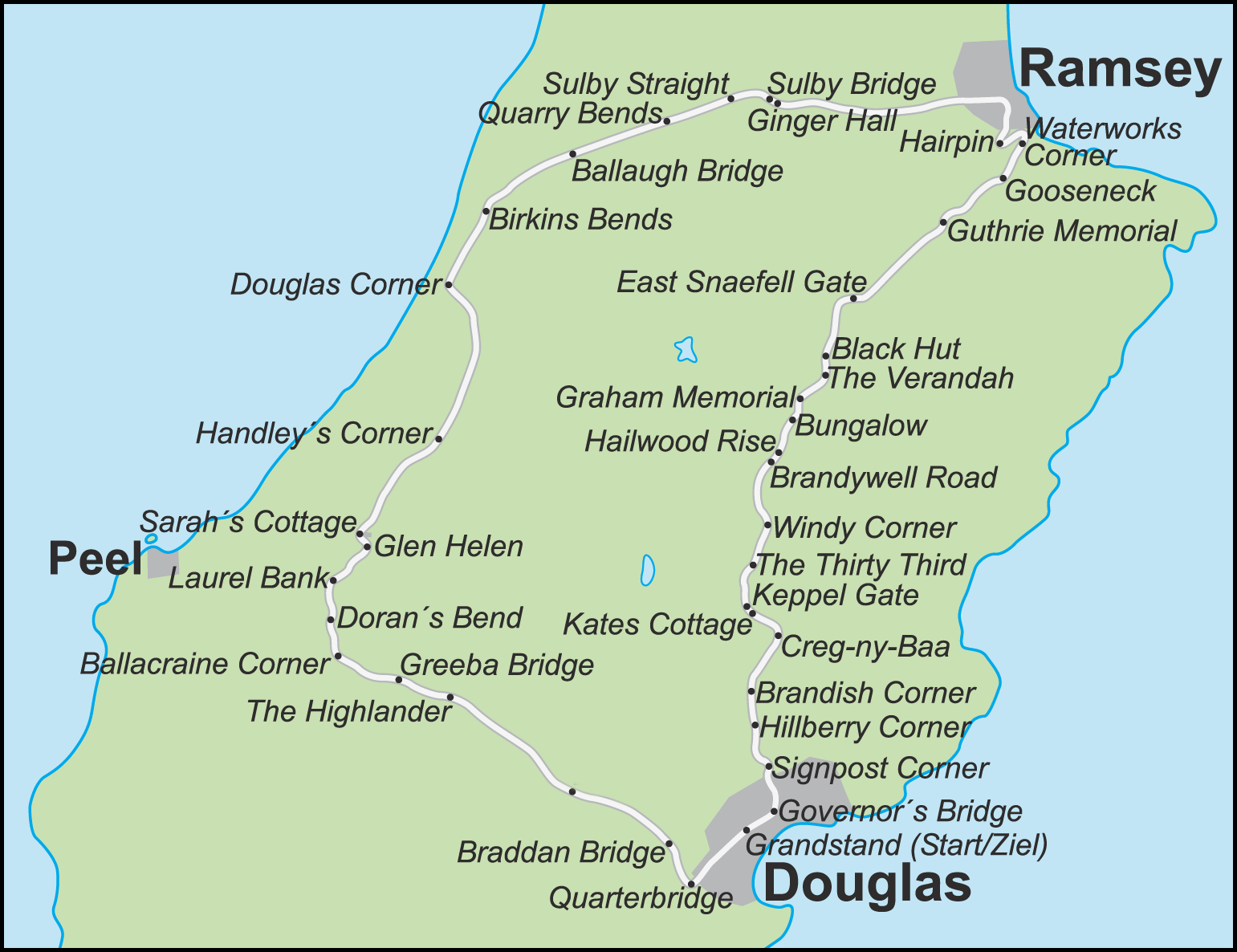
Cronk Urleigh ligt in het westen van het eiland Man iets ten zuiden van Douglas Corner

Cronk Urleigh (Manx: Heuvel of bergkam van de slachter) is een markant punt op het eiland Man. Het ligt langs de A3 tussen de plaatsen St Johns en Kirk Michael.

## Naamgeving
Hoewel de officiële en meest waarschijnlijke betekenis Heuvel van de slachter is, wordt er over de oorsprong van de naam toch gespeculeerd. De Manx-Gaelisch linguïst John Kneen (1873-1938) legt ook een verband met "Heuvel van de Arendshorst", maar verwerpt deze theorie zelf omdat het onmogelijk is dat daar ooit arenden genesteld hebben. Zowel Kneen als de Noorse linguïst en docent Keltische talen Carl Marstrander (1883 - 1965) geven aan dat deze plaats eerder Reneurling werd genoemd. Daar werd in 1422 een zitting van de Tynwald gehouden, maar dat was een uitzondering die waarschijnlijk slechts één keer is voorgekomen: "The Court of all the Tennants and Commons of Man, holden at Kirk Michaell, upon the Hill of Reneurling, before our doughtfull Lord Sir John Stanley, by the Grace of God, King of Mann and Th'isles, the Tuesday after the Feast of St. Bartholomew, in the Year of our Lord God 1422". f

## Isle of Man TT en Manx Grand Prix
Cronk Urleigh ligt ook bij de 13e mijlpaal tussen de markante punten Barregarrow en Douglas Road Corner van de Snaefell Mountain Course, waar jaarlijks de Manx Grand Prix en de Isle of Man TT worden verreden. Cronk Urleigh maakte ook deel uit van de Highroads Course en de Four Inch Course, die gebruikt werden voor de Gordon Bennett Trial en de RAC Tourist Trophy van 1904 tot 1922. Het hoorde ook bij de St John's Short Course, die voor motorraces werd gebruikt van 1907 tot 1910.

### Circuitverloop

#### Cammal Farm
Cammal Farm ligt ongeveer 450 meter voorbij Barregarrow en 250 meter vóór Cronk Urleigh. De inrit van de boerderij wordt niet als officiële "marker" door de TT-organisatie gebruikt, maar wel door de marshals in sector 5 tussen Cronk-y-Voddy en de 13e mijlpaal, omdat er een marshal staat.

#### 13th Milestone (Cronk Urleigh)
De 13e Mijlpaal is een bochtenserie die ongeveer 800 meter voorbij Barregarrow ligt. Omdat Cronk Urleigh verwijst naar een heuvel in de buurt, houdt men dezelfde naam voor de 13e mijlpaal aan. De coureurs naderen de 13e mijlpaal met hoge snelheid, maar alle bochten hier zijn niet te overzien vanwege de hoge taluds en heggen aan de zijkant. Circuitkennis is hier belangrijk om een hoge snelheid te behouden. Toch moeten coureurs bij het ingaan van de eerste (rechter) bocht hun tempo beperken, om te voorkomen dat de verkanting hen te ver naar buiten drijft om de snelle linker bocht te kunnen halen. Dat laatste noemen de zijspancoureurs als een probleem voor de hele 13th Milestone, terwijl zij door hun korte veerwegen ook moeite hebben met de hobbelige weg.

#### Westwood Corner (Ballakinnag) en Ballalonna Bridge
De derde bocht van de 13th Milestone wordt ook wel Westwood Corner of Ballakinnag (boerderij van McKenag) genoemd. In deze bocht ligt een stenen brug, Ballalonna Bridge. Op de stenen brugleuning zit de herinneringsplaquette van Simon Beck, die tijdens de trainingen van 1999 bij de 33e mijlpaal verongelukte.

### Gebeurtenissen bij 13e mijlpaal
- 1953: Op 8 juni verongelukte Thomas Swarbrick met een AJS Boy Racer tijdens de Junior TT
- 1970: Op 8 juni slipte Santiago Herrero met een 250cc Ossa tijdens de Lightweight TT over gesmolten asfalt. Hij overleed op 10 juni. Stan Woods viel op dezelfde plaats, maar brak slechts een enkel.
- 1999: Op 3 september verongelukte Martin Smith met een 600cc Honda tijdens de Senior Race van de Manx Grand Prix
- 2000: Op 30 mei verongelukte Chris Ascott met een 400cc-Kawasaki tijdens de training voor de Lightweight 400 TT
- 2011: Op 29 augustus verongelukte Wayne Hamilton met een Yamaha YZF-R6 tijdens de Junior Race van de Manx Grand Prix
- 2015: Op 26 augustus verongelukte Dennis Hoffer met een Honda CBR 600 RR tijdens de training van de Manx Grand Prix

(Markante punten in cursief zijn onofficiële punten of worden alleen gebruikt binnen Marshal Sectors)
1e mijl:
TT Grandstand ·
Nobles Park ·
St Ninian's Crossroads ·
Bray Hill ·
Ago's Leap ·
Quarterbridge Road ·
1st Milestone ·
2e mijl:
Wal Handley Memorial Seat ·
Quarterbridge ·
Port-y-Chee Meadow ·
Braddan Bridge ·
Jubilee Oak ·
Braddan Bridge House ·
Braddan Depot ·
Snugborough (Cronk Dhoo) ·
2nd Milestone ·
3e mijl:
Union Mills (Mullen Dhoo, Mwyllin Dhoo Aah, Mullin Doway) ·
Railway Inn ·
Ballahutchin Hill (Elm Bank Hill) ·
3rd Milestone ·
4e mijl:
Ballafreer ·
Glenlough ·
Ballagarey Corner ·
Glen Vine (Glen Darragh) ·
Ballabeg ·
4th Milestone ·
5e mijl:
Crosby ·
Crosby Left (Vicarage Corner) ·
Crosby Cross-Roads ·
5th Milestone ·
6e mijl:
Crosby Hill (Ballaglonney Hill of Halfway Hill) ·
Halfway House (The Waggon & Horses) ·
St Trinian's ·
The Highlander ·
Greeba Verandah ·
Pear Tree Cottage ·
Greeba Castle ·
6th Milestone ·
7e mijl:
Appledene (Shimmin's Corner) ·
Central Valley (Greeba Gap) ·
Greeba Bridge ·
The Hawthorn ·
Knock Breck ·
Gorse Lea ·
7th Milestone ·
8e mijl:
Ballagarraghyn ·
Ballacraine ·
Ballaspur ·
Ballig ·
8th Milestone ·
9e mijl:
Ballig Bridge ·
Doran's Bend ·
Laurel Bank ·
9th Milestone ·
10e mijl
Glen Moar Mill ·
Black Dub ·
Quarter-Distance Marker ·
The Vaish ·
Glen Helen (Glen Rhenass) ·
Sarah's Cottage ·
Creg Willey's Hill ·
10th Milestone ·
11e mijl:
Lambfell Beg ·
Lambfell (Moar) Cottage ·
Cronk-y-Voddy (Cronk-y-Voddy Straight) ·
Cronk-y-Voddy Cross Roads ·
Molyneux's ·
Cronk Bane Farm ·
11th Milestone ·
12e mijl:
Drinkwater's Bend ·
Handley's Corner (Cronk-y-Fedjag, Ballamenagh) ·
12th Milestone ·
13e mijl:
McGuinness's (Shoughlaigue Bridge) ·
Ballaskyr ·
Barregarrow Cross Roads (Cronk Aashen) ·
Barregarrow ·
Little Bray ·
Barregarrow Bottom ·
Cammal Farm ·
Cronk Urleigh ·
13th Milestone ·
14e mijl:
Ballalonna Bridge ·
Westwood Corner ·
Ballakinnag ·
14th Milestone ·
15e mijl:
Douglas Road Corner ·
Glen Wyllin Corner ·
The Mitre ·
Dave Saville Memorial Seat ·
Kirk Michael ·
The White House ·
15th Milestone ·
16e mijl:
Birkin's Bend ·
Rhencullen ·
Bishopscourt ·
Bishopscourt Farm Bends ·
Bishopscourt Straight ·
Orrisdale North ·
16th Milestone ·
17e mijl:
Dub Cottage (Bishop's Dub) ·
Alpine Cottage ·
Balla Cobb ·
17th Milestone ·
18e mijl:
Ballaugh Bridge ·
Ballaugh ·
Gwen's ·
Ballacrye Corner ·
Ballacrye ·
18th Milestone ·
19e mijl:
Quarry Bends ·
Ballavolley ·
Wildlife Park ·
Sulby Straight ·
Half-distance Marker ·
19th Milestone ·
20e mijl:
Sulby ·
Sulby Glen Hotel ·
Sulby Crossroads ·
Sulby Bridge ·
20th Milestone ·
21e mijl:
Ginger Hall ·
Kerrowmoar ·
21st Milestone ·
22e mijl:
Glen Duff ·
Glentramman ·
Temple Corner (Water Through Corner) ·
Glentramman Loop Road ·
Churchtown ·
Caravan ·
22nd Milestone ·
23e mijl:
Lezayre War Memorial ·
Ballakillingan ·
Conker Fields ·
K-tree ·
Sky Hill ·
Milntown Cottage (Pinfold Cottage) ·
Milntown Bridge (Glen Auldyn Bridge) ·
Milntown ·
Gardener's Lane ·
23rd Milestone ·
24e mijl:
Lezayre Road ·
School House Corner (Crossags, Russel's Corner) ·
Parliament Square ·
Queen's Pier Road ·
Ramsey Depot ·
Cruickshanks Corner ·
May Hill ·
24th Milestone ·
25e mijl:
Whitegates ·
Stella Maris ·
Ramsey Hairpin ·
Little Gooseneck ·
Water Works Corner ·
Ballure Reservoir ·
Mountain Section ·
Tower Bends ·
25th Milestone ·
26e mijl:
Gooseneck ·
Joey's (26th Milestone) ·
27e mijl:
Guthrie's Memorial ·
The Cutting ·
27th Milestone ·
28e mijl:
Milligan's Bridge ·
Mountain Mile ·
28th Milestone ·
29e mijl:
Three-Quarter distance marker ·
Mountain Box (East Mountain Gate, East Snaefell Gate) ·
29th Milestone ·
30e mijl:
Casey's (Rice's Corner, George's Folly) ·
Black Hut (Stonebreakers Hut, Shepherd's Hut) ·
John Smyth Memorial Shelter ·
Verandah ·
30th Milestone ·
31e mijl:
Bungalow Bridge ·
Stonebridge ·
Les Graham Memorial ·
Bungalow Bends ·
McIntyre Box ·
Murray's Museum ·
Joey Dunlop Memorial ·
The Bungalow ·
31st Milestone ·
32e mijl:
Hailwood's Rise ·
Hailwood's Height ·
Brandywell (West Mountain Gate, Beinn-y-Phott Gate, Bungalow Gate) ·
Duke's (32nd Milestone) ·
33e mijl:
Windy Corner (Nobles Corner) ·
Nobles Park Road ·
Slieu Lhost Quarry ·
Thirty-Third (33rd Milestone) ·
34e mijl:
Keppel Gate (Clarke's Corner) ·
Kate's Cottage (Shepherd's House) ·
34th Milestone ·
35e mijl:
Creg-ny-Baa (the Keppel Hotel) ·
Gob-ny-Geay (Sunny Orchard) ·
35th Milestone ·
36e mijl:
Brandish Corner (Telegraph Hill, O'Donnell's en Upper Hillberry Corner) ·
Hillberry Corner ·
36th Milestone ·
37e mijl:
Glen Dhoo Farm ·
Hillberry Road ·
Cronk-ny-Mona ·
Johnny Watterson's Lane ·
Signpost Corner ·
Bedstead Corner ·
The Nook ·
37th Milestone ·
38e mijl:
Bemahague ·
Governor's Bridge ·
Governor's Dip ·
Glencrutchery Road ·
38th Milestone